# Tribulago tribuloides
Tribulago tribuloides é uma espécie de orquídea (Orchidaceae) que existe desde o México até o Suriname e Cuba.